# Taupe
Taupe
#483C32
Taupe is de aanduiding van een kleur ontleend aan het Frans, tevens refereert het aan de vachtkleur van de mol (Talpa europaea). Het is een grijs-bruine tint, veelvuldig gebruikt om de kleur van kleding en stoffen aan te duiden. Het wordt ook gebruikt in plaats van de aanduiding leverkleur.

## RGB codering
| Taupe (Donker Taupe)                  | Taupe (Donker Taupe) | Taupe (Donker Taupe) |
| ------------------------------------- | -------------------- | -------------------- |
| — Kleurcoördinaten —                  |                      |                      |
| Hex                                   | #483C32              | #483C32              |
| RGB*                                  | (r, g, b)            | (72, 60, 50)         |
| CMYK                                  | (c, m, y, k)         | (0%, 17%, 31%, 72%)  |
| HSV                                   | (t, v, i)            | (27°, 31%, 28%)      |
| *: genormaliseerd naar [0–255] (byte) |                      |                      |

| Medium Taupe                          | Medium Taupe | Medium Taupe        |
| ------------------------------------- | ------------ | ------------------- |
| — Kleurcoördinaten —                  |              |                     |
| Hex                                   | #674C47      | #674C47             |
| RGB*                                  | (r, g, b)    | (103, 76, 71)       |
| CMYK                                  | (c, m, y, k) | (0%, 26%, 31%, 60%) |
| HSV                                   | (t, v, i)    | (9°, 31%, 40%)      |
| *: genormaliseerd naar [0–255] (byte) |              |                     |

| Bleek Taupe (Muis)                    | Bleek Taupe (Muis) | Bleek Taupe (Muis)  |
| ------------------------------------- | ------------------ | ------------------- |
| — Kleurcoördinaten —                  |                    |                     |
| Hex                                   | #BC987E            | #BC987E             |
| RGB*                                  | (r, g, b)          | (188, 152, 126)     |
| CMYK                                  | (c, m, y, k)       | (0%, 19%, 33%, 26%) |
| HSV                                   | (t, v, i)          | (25°, 33%, 74%)     |
| *: genormaliseerd naar [0–255] (byte) |                    |                     |

| Purper Taupe                          | Purper Taupe | Purper Taupe        |
| ------------------------------------- | ------------ | ------------------- |
| — Kleurcoördinaten —                  |              |                     |
| Hex                                   | #504040      | #504040             |
| RGB*                                  | (r, g, b)    | (80, 64, 64)        |
| CMYK                                  | (c, m, y, k) | (0%, 20%, 20%, 69%) |
| HSV                                   | (t, v, i)    | (0°, 20%, 31%)      |
| *: genormaliseerd naar [0–255] (byte) |              |                     |

| Zand Taupe                            | Zand Taupe   | Zand Taupe          |
| ------------------------------------- | ------------ | ------------------- |
| — Kleurcoördinaten —                  |              |                     |
| Hex                                   | #967117      | #967117             |
| RGB*                                  | (r, g, b)    | (150, 113, 023)     |
| CMYK                                  | (c, m, y, k) | (0%, 25%, 85%, 41%) |
| HSV                                   | (t, v, i)    | (42°, 85%, 59%)     |
| *: genormaliseerd naar [0–255] (byte) |              |                     |

| Grijs Taupe                           | Grijs Taupe  | Grijs Taupe       |
| ------------------------------------- | ------------ | ----------------- |
| — Kleurcoördinaten —                  |              |                   |
| Hex                                   | #8B8589      | #8B8589           |
| RGB*                                  | (r, g, b)    | (139, 133, 137)   |
| CMYK                                  | (c, m, y, k) | (0%, 4%, 1%, 45%) |
| HSV                                   | (t, v, i)    | (320°, 4%, 55%)   |
| *: genormaliseerd naar [0–255] (byte) |              |                   |

| Roos Taupe                            | Roos Taupe   | Roos Taupe          |
| ------------------------------------- | ------------ | ------------------- |
| — Kleurcoördinaten —                  |              |                     |
| Hex                                   | #905D5D      | #905D5D             |
| RGB*                                  | (r, g, b)    | (144, 93, 93)       |
| CMYK                                  | (c, m, y, k) | (0%, 35%, 35%, 44%) |
| HSV                                   | (t, v, i)    | (0°, 35%, 56%)      |
| *: genormaliseerd naar [0–255] (byte) |              |                     |

| Paars Taupe                           | Paars Taupe  | Paars Taupe         |
| ------------------------------------- | ------------ | ------------------- |
| — Kleurcoördinaten —                  |              |                     |
| Hex                                   | #915F6D      | #915F6D             |
| RGB*                                  | (r, g, b)    | (145, 95, 109)      |
| CMYK                                  | (c, m, y, k) | (0%, 34%, 25%, 43%) |
| HSV                                   | (t, v, i)    | (343°, 34%, 57%)    |
| *: genormaliseerd naar [0–255] (byte) |              |                     |

Classificatie in 1955 van taupe kleurbenamingen, met hexadecimale en decimale RGB waarden, door het Inter Society Color Council (ISCC) volgens aanbevelingen van het toenmalige National Bureau of Standards (nu het National Institute of Standards and Technology (NIST) in de VSA).